# Michel Perez
Pour les articles homonymes, voir Perez.
Michel Perez (Nantes, 16 août 1932 - Paris, 21 septembre 1990) est un critique de cinéma et journaliste français.

## Biographie
Séjournant au sanatorium universitaire de Saint-Hilaire du Touvet, il y rencontre Roger Tailleur et Louis Seguin, avec lesquels il fonde en 1952, une petite revue ronéotypée intitulée Séquences. Collaborateur de Positif à partir de 1954, il a commencé sa carrière de journaliste au quotidien Combat (comme critique musical), travaillant également pour Cinéma, Le Quotidien de Paris, Le Matin de Paris, Charlie Hebdo et Charlie Mensuel (dans lequel, entre autres, il traduisait les Peanuts et tenait, dès 1973, une chronique culturelle).
Il a été membre du jury (longs métrages) au Festival de Cannes en 1985.

## Publications
- Charles Trenet, Seghers, 1964
- Les Films de Carné, Ramsay, 1986